# Apel·las de Cirene
Apel·las de Cirene (o Apol·las; grec antic: Ἀπελλᾶς/Ἀπολλᾶς, llatí: Apellas/Apollas) fou un geògraf grec de Cirene que va deixar escrita una obra sobre geografia citada per Ateneu de Nàucratis amb el títol Πρρὶ τών ἐν Πελοποννήσῳ πόλεων (Sobre les ciutats del Peloponès). Climent d'Alexandria esmenta d'ell una altra obra sota el nom de Δελφικά (Sobre Delfos).